# Friedrich Ludwig Benda
Friedrich Ludwig Benda, 1746 - 20 maart 1792, was een in Gotha geboren componist en violist, de zoon van Georg  Benda. Hij  was dirigent in Hamburg en vanaf 1789 Konzertmeister in Koningsbergen.
Zijn oeuvre bestaat onder meer uit de opera De barbier van Sevilla gebaseerd op Beaumarchais, naast twee andere opera's, oratoria, cantates en instrumentale muziek.
- Gemeinsame Normdatei: 116117710
- International Standard Name Identifier: 0000 0000 5961 3101
- MusicBrainz: fdcd63db-7780-45e6-80a5-5efee29529cf
- Nationale Bibliotheek van Tsjechië: ola2002103518
- Istituto Centrale per il Catalogo Unico: MUSV006090
- LIBRIS: 386384
- Système universitaire de documentation: 261161601
- Virtual International Authority File: 45046502
- WorldCat: E39PBJhhq9PPJGBQYTrqjfkv73